# 謝爾克里克鎮區 (內布拉斯加州普拉特縣)
謝爾克里克鎮區（英語：Shell Creek Township）是位於美國內布拉斯加州普拉特縣的一個行政鎮區。

## 地方資料
謝爾克里克鎮區的面積為93.64平方千米，當中陸地面積為92.56平方千米，而水域面積為1.08平方千米。根據2020年美國人口普查的數據，當地共有人口955人，而人口密度為每平方千米10.2人。